# Conotrachelus rectirostris
Conotrachelus rectirostris – gatunek chrząszcza z rodziny ryjkowcowatych.

## Zasięg występowania
Ameryka Południowa i Północna, występuje w Wenezueli oraz w Ameryce Środkowej.

## Budowa ciała
Ciało spłaszczone. Na powierzchni pokryw podłużne, niskie listewkowate garbki.